# I'm Yours, You're Mine
I'm Yours, You're Mine è un album in studio della cantante jazz statunitense Betty Carter, pubblicato nel 1997.
Si tratta dell'ultimo disco registrato dall'artista prima della sua morte, avvenuta nel 1998.

## Tracce
1. This Time – 7:43
2. I'm Yours, You're Mine – 9:34
3. Lonely House – 6:29
4. Close Your Eyes – 7:45
5. Useless Landscape – 7:16
6. East of the Sun (and West of the Moon) – 4:50
7. September Song – 10:19